# Hugh Dane
Hugh Dane (Phoenix, 21 ottobre 1942 – Los Angeles, 16 maggio 2018) è stato un comico, attore e cabarettista statunitense.

## Biografia

### Morte
È morto nel 2018 per un tumore al pancreas.

## Filmografia parziale

### Cinema
- Verdetto finale (Ricochet), regia di Russell Mulcahy (1991)
- Radio Killer (Joy Ride), regia di John Dahl (2001)
- Starstruck - Colpita da una stella (Starstruck), regia di Michael Grossman (2010)
- Vi presento i nostri (Little Fockers), regia di Paul Weitz (2010)
- Le amiche della sposa (Bridesmaids), regia di Paul Feig (2011)

### Televisione
- Hunter - serie TV, 2 episodi (1990)
- Willy, il principe di Bel-Air (The Fresh Prince of Bel-Air) - serie TV, 2 episodi (1991-1992)
- Mr. Cooper (Hangin' with Mr. Cooper) - serie TV, un episodio (1993)
- Crescere, che fatica! (Boy Meets World) - serie TV, un episodio (1994)
- Friends - serie TV, un episodio (1995)
- West Wing - Tutti gli uomini del Presidente (The West Wing) - serie TV, un episodio (2003)
- Detective Monk (Monk) - serie TV, un episodio (2004)
- The Office - serie TV, 22 (2005-2013)
- New Girl - serie TV, un episodio (2011)
- Girl Meets World - serie TV, un episodio (2015)
- Wet Hot American Summer: First Day of Camp - serie TV, un episodio (2015)
- Curb Your Enthusiasm - serie TV, un episodio (2017)

## Doppiatori italiani
Nelle versioni in italiano delle opere in cui ha recitato, Hugh Dane è stato doppiato da:
- Eugenio Marinelli in Willy, il principe di Bel-Air (ep. 1x22)
- Pietro Biondi in Willy, il principe di Bel-Air (ep. 2x15)
- Goffredo Matassi in Detective Monk
- Massimo Gentile in Vi presento i nostri
- Pieraldo Ferrante in Wet Hot American Summer: First Day of Camp